# Esquennoy
Esquennoy – miejscowość i gmina we Francji, w regionie Hauts-de-France, w departamencie Oise.
Według danych na rok 1990 gminę zamieszkiwało 876 osób, a gęstość zaludnienia wynosiła 89 osób/km² (wśród 2293 gmin Pikardii Esquennoy plasuje się na 327. miejscu pod względem liczby ludności, natomiast pod względem powierzchni na miejscu 466.).